# Європейське товариство наукової фантастики

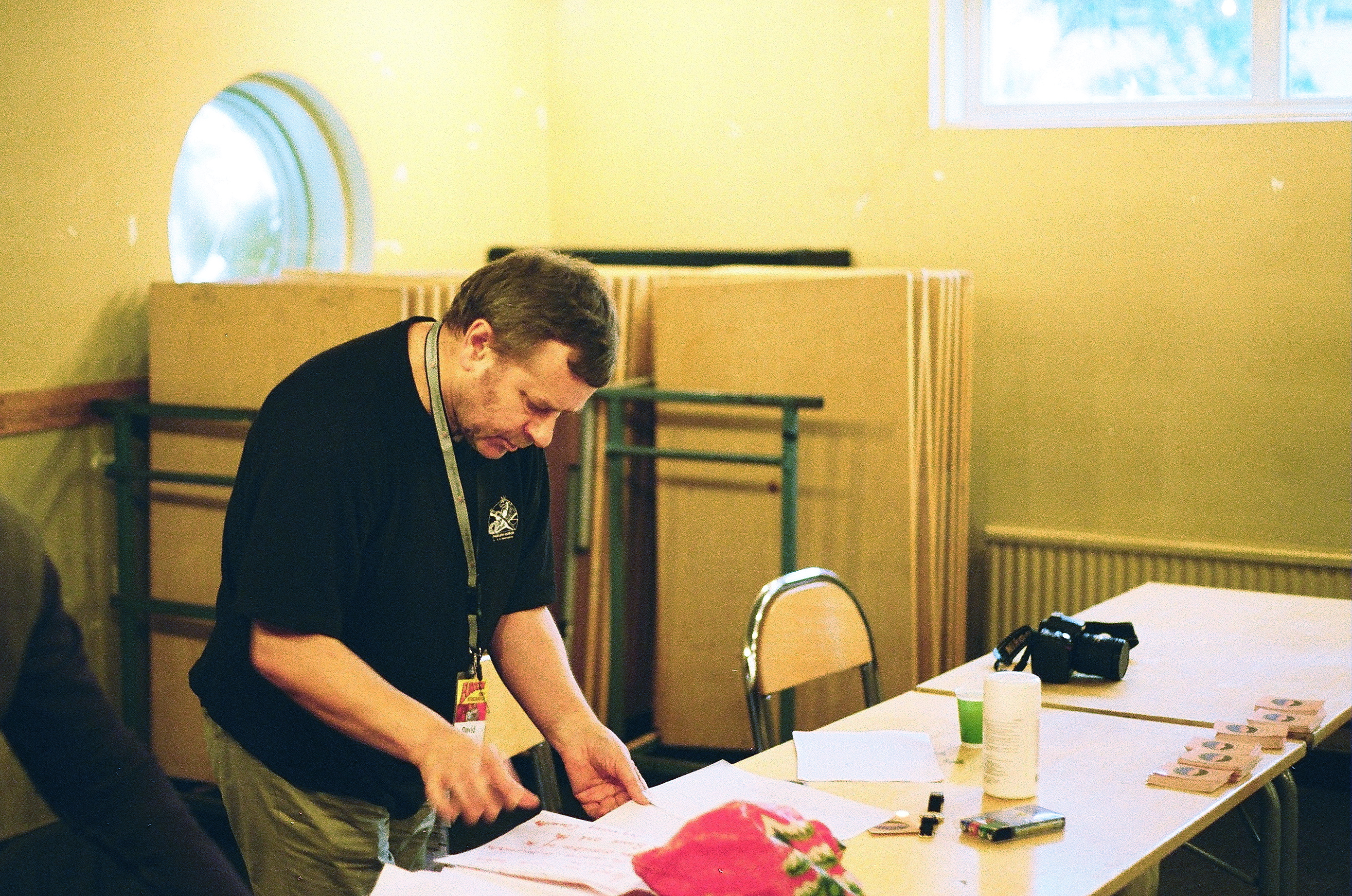
Дэвид Лолли (David Lally), Єврокон у Стокгольмі 2011.

Європе́йське товари́ство науко́вої фанта́стики (англ. European Science Fiction Society, ESFS) — недержавна неінкорпорована міжнародна організація (не має статусу юридичної особи).
Організація створена в 1972 році, зареєстрована в Італії і має штаб-квартиру в Генуї. Питання про формалізацію товариства порушувалося ще на першому «Євроконі» у Трієсті 1972 року, але європейські письменники й любителі фантастики вирішили, що в цьому немає необхідності. Товариство, починаючи з року заснування, нагороджує у декількох номінаціях своїми нагородами ESFS Awards, яка включає Hall of Fame Awards, Achievement Awards, Chrysalis Award.